# Viens l'oublier
Chansons représentant la Belgique au Concours Eurovision de la chanson
Jennifer Jennings
(1969) Goeiemorgen, morgen
(1971)
Viens l'oublier est une chanson écrite, composée et interprétée par Jean Vallée, sortie en 45 tours en 1970.
C'est la chanson sélectionnée pour représenter la Belgique au Concours Eurovision de la chanson 1970 se déroulant à Amsterdam, aux Pays-Bas. Jean Vallée retournera au Concours représentant la Belgique en 1978 avec L'amour ça fait chanter la vie.

## À l'Eurovision
Elle est intégralement interprétée en français, l'une des langues nationales, comme l'impose la règle entre 1966 et 1973. L'orchestre est dirigé par Jacques Say.
Viens l'oublier est la 5e chanson interprétée lors de la soirée, suivant Pridi, dala ti bom cvet de Eva Sršen pour la Yougoslavie et précédant Marie-Blanche de Guy Bonnet pour la France.
À la fin du vote, Viens l'oublier termine 8e sur 12 chansons, en obtenant 5 points,.

## Liste des titres
Singles de Jean Vallée
Les Fous d'amour
(1968) N'auriez-vous pas un peu de temps
(1970)
| A1. | Viens l'oublier        | Jean Vallée | Jean Vallée | 2:50 |
| B1. | Il y ferait bon dedans | Jean Vallée | Jean Vallée | 3:36 |

## Classements

### Classement hebdomadaire
| Classement (1970)                       | Meilleure position |
| --------------------------------------- | ------------------ |
| Belgique (Wallonie Ultratop 50 Singles) | 13                 |

## Historique de sortie
| Pays     | Date | Format   | Label   |
| -------- | ---- | -------- | ------- |
| Belgique | 1970 | 45 tours | Philips |
| France   | 1970 | 45 tours | Philips |
| Espagne  | 1970 | 45 tours | Philips |